# 中国管区警察学校
中国管区警察学校（ちゅうごくかんくけいさつがっこう）は、かつて置かれていた警察庁中国管区警察局の組織の一つ。中国管区警察局職員および中国管区内の幹部警察職員を教育訓練するほか、専門実務の運用に関する教育・研究・調査を主要任務とする。

## 沿革
- 1947年4月 - 幹部養成機関「広島地方警察学校」として創設
- 2019年4月 - 中国管区警察局及び四国管区警察局が中国四国管区警察局に統合された事に伴い、中国管区警察学校は廃止され中国四国管区警察学校に再編された。

## 組織
- 庶務部
  - 庶務課
  - 会計課
- 教務部
  - 教務科
  - 生活安全刑事教官室
  - 交通警備教官室
- 指導部
  - 学生科
  - 警務術科教官室

## 教養課程
- 警部補任用科
- 巡査部長任用科
- 係長任用科
- 主任任用科
- 専科教養
- 管区機動隊訓練